# Andrena caspica
Andrena caspica är en biart som beskrevs av Morawitz 1886. Andrena caspica ingår i släktet sandbin, och familjen grävbin. Inga underarter finns listade i Catalogue of Life.